# Avenue de la Scene
Avenue de la Scene is het zesde album van de Nederlandse popgroep The Scene, uitgebracht in 1993.

## Nummers
| Nr. | Titel                    | Schrijver(s) | Duur |
| --- | ------------------------ | ------------ | ---- |
| 1.  | Feest                    | Thé Lau      | 4:19 |
| 2.  | De schaduw van het kruis | Thé Lau      | 4:17 |
| 3.  | Geef nooit op            | Thé Lau      | 4:40 |
| 4.  | Beschaving               | Thé Lau      | 5:17 |
| 5.  | Mijn straat              | Thé Lau      | 4:04 |
| 6.  | Recht van bestaan        | Thé Lau      | 4:00 |
| 7.  | Dromenlied               | Thé Lau      | 4:49 |
| 8.  | De deur                  | Thé Lau      | 5:52 |
| 9.  | Hard tegen hard          | Thé Lau      | 5:11 |
| 10. | Alcohol en tranen        | Thé Lau      | 4:39 |
| 11. | Vrienden                 | Thé Lau      | 4:36 |